# أرشد العلوي
أرشد العلوي (مواليد 12 أبريل 2000) هو لاعب كرة قدم عماني يلعب في مركز الوسط المهاجم في نادي السيب ومنتخب عمان.